# Челлетти, Родольфо
Родольфо Челлетти (итал. Rodolfo Celletti; 1917—2004) — итальянский музыкальный критик, музыковед, педагог по вокалу и писатель. Признанный авторитет в изучении оперного голоса и истории оперного исполнительства, он опубликовал множество книг и статей по этим вопросам. Также писал художественные романы.

## Биография
Челлетти родился 13 июня 1917 года в Риме. После службы в армии (с 1937 по 1943) получил юридическое образование в Римском университете. Работал успешным бизнес-менеджером в Милане и занимался музыкальным самообразованием с тем, чтобы полностью посвятить себя истории музыки.
Много лет он был музыкальным обозревателем еженедельника Epoca, а также сотрудничал с изданиями La Repubblica, L’opera, Nuova rivista musicale italiana, Opera и Amadeus. Помимо статей для специализированных журналов и Оперного словаря Гроува, Челлетти выпустил ряд отдельных книг:
- «Великие голоса» (Le grandi voci, 1964) — на тот момент самый полный[2] энциклопедический справочник об оперных певцах и их вокальных данных;
- «История бельканто» (Storia del belcanto, 1983) — монография по истории бельканто (переведена на английский, французский, немецкий и чешский языки).

С 1980 по 1993 год Челлетти был художественным руководителем Фестиваля Валь-д’Итрия, в рамках которого оперные представления даются на территории герцогского дворца в апулийском городе Мартина-Франка. Этот фестиваль специализируется на редких операх и малоизвестных редакциях известных опер.
Как на фестивале, так и частным образом Челлетти преподавал вокал молодым певцам. Среди его учеников — альтино Вильям Маттеуцци, Рамон Варгас и Райна Кабаиванска (которая не раз подчёркивала уникальность его познаний в области бельканто).
Челлетти скончался в октябре 2004 года в возрасте 87 лет. В августе 2005 года в его честь на Фестивале Валь-д’Итрия прозвучал Реквием до минор Луиджи Керубини.